# Mihailo Vukdragović
Mihajlo Vukdragović (8 novembre 1900 – 3 marzo 1967) è stato un compositore e direttore d'orchestra serbo.
Professore alla Belgrade Music Academy (in seguito chiamata Faculty of Music in Belgrade) e Cancelliere alla University of Arts in Belgrade.